# Alquines
Alquines és un municipi francès situat al departament del Pas de Calais i a la regió dels Alts de França. L'any 2007 tenia 861 habitants.

## Demografia

### Població
El 2007 la població de fet d'Alquines era de 861 persones. Hi havia 291 famílies de les quals 52 eren unipersonals (20 homes vivint sols i 32 dones vivint soles), 100 parelles sense fills, 131 parelles amb fills i 8 famílies monoparentals amb fills.
La població ha evolucionat segons el següent gràfic:
Habitants censats

### Habitatges
El 2007 hi havia 329 habitatges, 302 eren l'habitatge principal de la família, 6 eren segones residències i 21 estaven desocupats. 326 eren cases i 1 era un apartament. Dels 302 habitatges principals, 242 estaven ocupats pels seus propietaris, 49 estaven llogats i ocupats pels llogaters i 11 estaven cedits a títol gratuït; 11 tenien dues cambres, 27 en tenien tres, 64 en tenien quatre i 200 en tenien cinc o més. 223 habitatges disposaven pel capbaix d'una plaça de pàrquing. A 106 habitatges hi havia un automòbil i a 163 n'hi havia dos o més.

### Piràmide de població
La piràmide de població per edats i sexe el 2009 era:
| Homes | Edats   | Dones |
| ----- | ------- | ----- |
| 0     | 95 o +  | 0     |
| 8     | 90 a 94 | 16    |
| 0     | 85 a 89 | 0     |
| 0     | 80 a 84 | 4     |
| 12    | 75 a 79 | 12    |
| 24    | 70 a 74 | 12    |
| 16    | 65 a 69 | 24    |
| 32    | 60 a 64 | 12    |
| 12    | 55 a 59 | 8     |
| 20    | 50 a 54 | 24    |
| 28    | 45 a 49 | 24    |
| 24    | 40 a 44 | 20    |
| 36    | 35 a 39 | 20    |
| 32    | 30 a 34 | 36    |
| 32    | 25 a 29 | 16    |
| 32    | 20 a 24 | 20    |
| 16    | 15 a 19 | 36    |
| 44    | 10 a 14 | 24    |
| 16    | 5 a 9   | 28    |
| 24    | 0 a 4   | 24    |

## Economia
El 2007 la població en edat de treballar era de 547 persones, 360 eren actives i 187 eren inactives. De les 360 persones actives 313 estaven ocupades (193 homes i 120 dones) i 47 estaven aturades (15 homes i 32 dones). De les 187 persones inactives 52 estaven jubilades, 50 estaven estudiant i 85 estaven classificades com a «altres inactius».

### Ingressos
El 2009 a Alquines hi havia 299 unitats fiscals que integraven 847 persones, la mediana anual d'ingressos fiscals per persona era de 13.647 €.

### Activitats econòmiques
Dels 28 establiments que hi havia el 2007, 1 era d'una empresa extractiva, 2 d'empreses alimentàries, 8 d'empreses de construcció, 6 d'empreses de comerç i reparació d'automòbils, 3 d'empreses de transport, 2 d'empreses d'hostatgeria i restauració, 1 d'una empresa de serveis, 3 d'entitats de l'administració pública i 2 d'empreses classificades com a «altres activitats de serveis».
Dels 12 establiments de servei als particulars que hi havia el 2009, 1 era un taller de reparació d'automòbils i de material agrícola, 2 paletes, 1 guixaire pintor, 3 fusteries, 1 lampisteria, 1 empresa de construcció, 2 perruqueries i 1 restaurant.
Dels 2 establiments comercials que hi havia el 2009, 1 era una botiga de menys de 120 m² i 1 una fleca.
L'any 2000 a Alquines hi havia 17 explotacions agrícoles que ocupaven un total de 648 hectàrees.

## Equipaments sanitaris i escolars
El 2009 hi havia 1 escola maternal integrada dins d'un grup escolar amb les comunes properes formant una escola dispersa i 2 escoles elementals integrades dins de grups escolars amb les comunes properes formant escoles disperses.

## Poblacions més properes
El següent diagrama mostra les poblacions més properes.